# NGC 1351A
NGC 1351A في الفهرس العام الجديد، هي مجرة، تقع في كوكبة الكور. اكتشفت بواسطة جون هيرشل.

## روابط خارجية
- NGC 1351A على موقع ويكي سكاي: DSS2, SDSS, GALEX, IRAS, Hydrogen α, X-Ray, Astrophoto, Sky Map, Articles and images